# Opindia
OpIndia是印度右派:166门户网站，由Rahul Raj和Kumar Kamal在2014年創立。此網站曾數次報導假新聞及反伊斯蘭的評論。
OpIndia會批評他們認為偏自由主义的媒體。依照馬里蘭大學學院市分校研究者所述，OpIndia會網上羞辱他們認定反對印度人民党的媒體，或是認定印度教徒和印度人民党有媒體偏見的媒體。2019年時國際事實檢查網路（IFCN）拒絕OpIndia申請成為事實查核者。IFCN認證的事實查核者在OpIndia2018年6月到2020年6月發佈的新聞中，找到了25個假新聞，以及14個錯誤報導的新聞。
此網站是由Aadhyaasi Media and Content Services所擁有，此公司之前曾和右派雜誌Swarajya在同一集團下:167。目前的CEO是Rahul Roushan，主編是Nupur J Sharma（英語）及Ajit Bharti（印地語）。

## 歷史
OpIndia由 Rahul Raj 和 Kumar Kamal 於2014年12月創立的一家時事和新聞網站。 OpIndia由私人有限公司 Aadhyaasi Media and Content Services 所持有。

## 外部連結
- 官方网站